# 高知県の登録有形文化財一覧
高知県の登録有形文化財一覧（こうちけんとうろくゆうけいふんかさいのいちらん）は高知県の国の登録有形文化財の一覧。

## 高知市
- 山崎家住宅
  - 蔵・敷地石垣及び水田石垣（平成16年3月2日）
- 春宮神社
  - 本殿・拝殿（平成16年6月9日）
- 仁井田神社
  - 本殿・拝殿・鞘殿（平成16年6月9日）
- 料亭得月楼
  - 本館・客間（平成16年11月8日）
  - 高揚の間・喜久の間・渡り廊下・正門（平成28年2月5日）
- 織田歯科医院
  - 主屋・塀（平成29年5月2日）
- 旧陸軍歩兵第四十四連隊
  - 弾薬庫・講堂（令和5年2月27日）
- 高知追手前高等学校
  - 本館（令和5年2月27日）

## 室戸市
- 岬観光ホテル
  - 本館・新館（平成31年3月29日）

## 安芸市
- 畠中家住宅（野良時計）
  - 主屋・蔵（平成8年12月20日）
- 陽和工房
  - 登窯（平成16年6月9日）
- 野村典夫家住宅
  - 主屋（平成17年7月12日）
- 寺村徳夫家住宅
  - 主屋・長屋門・蔵・離れ・塀（平成17年7月12日）
- 野村隆夫家住宅
  - 主屋・門・便所・風呂棟・納屋・薪置き場・井戸・塀（平成17年7月12日）
- 森澤家住宅
  - 主屋・長屋門・北蔵・離れ・納屋・漬物部屋・井戸屋・便所及び風呂・汲み池・内塀・築地塀・外塀・外周石垣（平成17年11月10日）
- 杉本家住宅
  - 客間棟・塀・石垣（平成19年7月31日）
- 五藤家住宅
  - 主屋・事務所・離れ（平成20年3月17日）
- 畠中家住宅
  - 主屋・米蔵及び衣装蔵・道具蔵・番小屋・薪小屋・本門・中門・外塀・庭門及び築地塀（平成22年4月28日）
- 前田家住宅
  - 店舗兼主屋・土塀（平成25年6月21日）
- 津田家住宅
  - 主屋・附属屋及び塀（平成31年3月29日）

## 南国市
- 旧味元家住宅
  - 主屋（平成12年4月28日）

## 土佐市
- 齋藤家住宅
  - 主屋・蔵・長屋門・庭門及び塀・ 勝手門及び塀・外塀（平成16年11月8日）
- 泉家住宅
  - 主屋・支度部屋及び干場・鰹節製造場（平成16年11月8日）
- 澤村家住宅
  - 主屋・蔵・便所・門（平成16年11月8日）
- 矢野家住宅
  - 主屋（平成16年11月8日）
- 塩田家住宅
  - 主屋（平成16年11月8日）
- 高橋家住宅（のしや本家）
  - 店舗（平成16年11月8日）
- 田所内科医院主屋
  - 主屋（平成31年3月29日）

## 須崎市
- 旧三浦家住宅
  - 店舗・主屋・蔵・離れ・表門及び塀・ブロック塀（平成28年2月5日）

## 香南市
- 島内章子家住宅
  - 主屋・脇離れ・蔵・納屋・風呂・門・石垣（平成14年6月25日）
- 島内克之家住宅
  - 主屋・蔵・納屋及び蚕室・長屋門・外塀・内塀・汲池（平成14年6月25日）
- 野口家住宅
  - 蔵（平成14年8月21日）
- 福田家住宅
  - 主屋・客殿及び離れ・応接棟・蔵及び番小屋・風呂及び便所・門・庭門及び庭間仕切塀・外塀（平成14年8月21日）
- 川久保家住宅
  - 診察室及び納屋（平成14年8月21日）
- 尾崎家住宅
  - 蔵（平成14年8月21日）
- 旧森田家住宅
  - 主屋・土蔵・表門・塀重門・脇門・土塀（令和6年3月6日）

## 香美市
- 山本家住宅
  - 主屋（平成12年12月4日）
- 松尾酒造
  - 主屋・北酒蔵・西酒蔵・南酒蔵・表門及び塀・煉瓦塀（平成15年7月1日）
- 渓鬼荘
  - 渓鬼荘（平成27年3月26日）
- 大川上美良布神社
  - 神庫（平成29年5月2日）

## 奈半利町
- 藤村製絲株式会社
  - 西蔵・石塀（平成12年10月18日）
- 大西家住宅
  - 蔵（平成12年10月18日）
- 濱田家住宅（旧増田屋）
  - 主屋・蔵（平成12年10月18日）
- 竹崎家住宅（旧高田屋）
  - 主屋・離れ・蔵（平成12年10月18日）
- 西尾家住宅
  - 主屋・台所・蔵・納屋・レンガ塀・便所（平成12年10月18日）
- 森家住宅（旧野村茂久馬邸）
  - 主屋・蔵・西石塀・南石塀（平成12年10月18日）
- 野村家住宅
  - 主屋・東石塀・南石塀（平成12年10月18日）
- 大西家住宅
  - 主屋（平成15年1月31日）
- 正覚寺
  - 本堂・石垣（平成15年1月31日）
- 旧弘瀬家住宅主屋
  - 主屋（平成28年2月25日）

## 田野町
- 公文利幸家住宅
  - 主屋・家門及び便所・渡廊下・蔵・納屋及び離れ（平成15年12月1日）
- 公文正昭家住宅
  - 主屋・蔵（平成15年12月1日）
- 佐野家住宅
  - 主屋（平成15年12月1日）
- 濱川家住宅
  - 蔵・離れ（平成15年12月1日）
- 長法寺
  - 本堂・門（平成15年12月1日）
- 谷豊家住宅
  - 離れ・便所（平成15年12月1日）
- 普光江家住宅
  - 主屋東棟・主屋西棟・蔵・納屋
- 川田家住宅
  - 主屋・蔵・離れ・風呂及び便所（平成15年12月1日）
- 谷雄三家住宅
  - 主屋（平成15年12月1日）
- 濱川商店酒蔵
  - 酒蔵（平成27年3月26日）

## 安田町
- 南家住宅
  - 主屋・蔵・便所及び風呂（平成19年7月31日）
- つとや
  - 店舗兼主屋（平成19年7月31日）
- 西岡呉服店
  - 店舗（平成19年12月2日）
- 西岡家住宅
  - 主屋・離れ・蔵・門及び塀（平成19年12月2日）
- 久保呉服店
  - 店舗兼主屋（平成19年12月2日）
- 久保家住宅
  - 離れ・蔵・門・外塀・内塀（平成19年12月2日）
- 南商店
  - 店舗兼主屋：外塀・内塀（平成19年12月5日）
- 川田商店
  - 店舗兼主屋（平成19年12月5日）
- 乗光寺
  - 書院・門（平成19年12月5日）
- 豊永染物店
  - 蔵・土塀（平成19年12月5日）
- 安田八幡宮
  - 玉垣（平成19年12月5日）
- 旧柏原家住宅
  - 主屋及び離れ・表門・東土塀及び西土塀
- 旧市川医院
  - （平成24年2月23日）

## 芸西村
- 末延家住宅（旧末延堂医院）
  - 主屋・蔵・かま屋・長屋・門（平成11年10月14日）

## 大豊町
- 定福寺
  - 本堂・庫裏（平成25年6月21日）

## いの町
- 山中家住宅
  - 主屋（平成16年3月2日）
- 桑瀬神社
  - 本殿（平成16年3月2日）
- 高岩橋
  - （平成16年3月2日）

## 仁淀川町
- 西田家住宅
  - 蔵（平成16年3月2日）
- 橋本家住宅
  - 石垣及び塀（平成16年3月2日）
- 善法寺
  - 本堂（平成16年3月2日）
- 久喜橋
  - （平成16年3月2日）
- 川口橋
  - （平成17年7月12日）

## 佐川町
- 旧浜口家住宅主屋
  - 主屋（平成27年3月26日）
- 竹村家土蔵
  - 土蔵（平成30年3月27日）
- 旧竹村呉服店
  - 主屋、店舗及び表蔵、土蔵（平成30年3月27日）

## 日高村
- 松岡家住宅
  - 主屋、主屋門及び塀、槽場、北酒蔵、東酒蔵、西酒蔵、離れ、米蔵、便所、浴室、酒造場門及び塀、石垣・門及び塀（平成16年3月2日）

## 四万十町
- 一斗俵沈下橋
  - （平成12年12月4日）
- 里川橋
  - （平成20年3月7日）
- 北の川口橋
  - （平成20年3月7日）
- 旧大正林道佐川橋
  - （平成20年3月7日）
- 木屋ヶ内橋
  - （平成20年3月7日）
- 旧大正林道木屋ヶ内トンネル
  - （平成20年3月7日）
- 旧大正林道柿ノ木サコ橋
  - （平成20年3月7日）
- ユス谷川橋
  - （平成20年3月7日）
- 大正橋
  - （平成20年3月7日）
- 旧門脇家住宅
  - 主屋（平成20年3月7日）

## 土佐清水市
- 海のギャラリー
  - 海のギャラリー（平成31年3月29日）
- 足摺海底館
  - 足摺海底館（令和4年10月31日）